# Torre de San Pedro

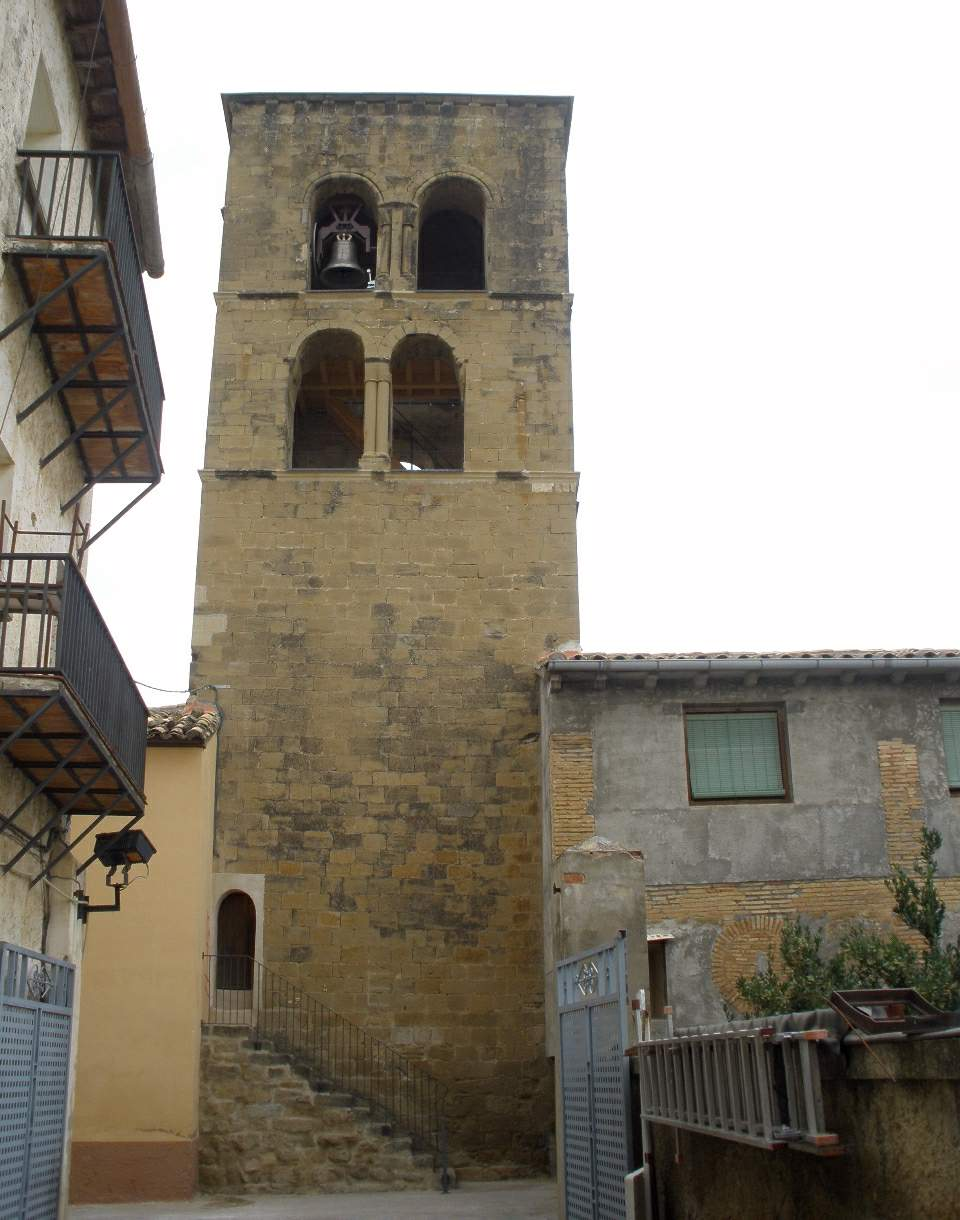
Torre de San Pedro in Ayerbe

Der Torre de San Pedro ist ein Kirchturm in Ayerbe, einer spanischen Gemeinde in der Provinz Huesca der Autonomen Gemeinschaft Aragonien, der im 12. Jahrhundert errichtet wurde. Der Turm befindet sich am nördlichen Rand des Ortes. Er ist seit 1924 ein geschütztes Baudenkmal (Bien de Interés Cultural).

## Beschreibung
Beim Abriss der romanischen Kirche San Pedro im 19. Jahrhundert wurde der Turm stehen gelassen. Die oberen zwei Geschosse des hohen Turms auf quadratischem Grundriss besitzen Klangarkaden, die an manchen Seiten als Zwillingsfenster ausgeführt sind. Die rundbogigen Öffnungen ruhen auf Säulen mit Kapitellen und werden teilweise von einem Fries verziert. Im Turm befinden sich mehrere Glocken.
Im Herbst 2009 wurde der Turm von San Pedro renoviert. 